# Melittomma sericeum
Melittomma sericeum is een keversoort uit de familie Lymexylidae. De wetenschappelijke naam van de soort is voor het eerst geldig gepubliceerd in 1841 door Harris.